# 니시쇼촌 (효고현)
니시쇼촌(西庄村)은 효고현 서부, 사요군 니시하리마 현민국에 존재했던 촌이다.
1955년, 마쿠야마촌과 합병해 고즈키정이 되었기 때문에 소멸하였다.
구촌 지역은 현재의 고즈키 초등학교 구역에 해당하는 사요정 서부에 해당한다.

## 역사
- 1889년 4월 1일 - 정촌제 시행에 수반해 사요군 니시쇼촌이 성립하였다.
- 1955년 3월 25일 - 마쿠야마촌과 합병해 고즈키정이 되었기 때문에 소멸하였다.

## 교통

### 철도
- 일본국유철도
  - 기신선

### 도로
- 국도 179호선
- 국도 제373호선